# 링귀스트 리스트
링귀스트 리스트(LINGUIST List)는 대규모 온라인 언어학 정보 자료집이다. 1991년에 앤서니 애리스타가 웨스턴 오스트레일리아 대학교에서 만들었고, 미국 국립과학재단에서 레퍼런스로 활용된다.

## 프로젝트
링귀스트 리스트는 ISO 639-3에 새로 추가될 언어들을 위한 자료로도 활용된다. 에스놀로그가 현존하는 자연어에 대한 레퍼런스로 활용되는데 반해, 링귀스트 리스트는 현존 언어에 대응되는 고어(古語), 과거에 있었던 언어, 국제 보조어, 인공어 등도 포괄한다.